# Francolí gorjablanc
El francolí gorjablanc (Campocolinus albogularis) és una espècie d'ocell de la família dels fasiànids (Phasianidae) que habita els boscos d'Àfrica Occidental i Central, des del Senegal i Gàmbia, cap a l'est fins a Nigèria i nord de Camerun, i cap al sud fins al sud-est de la República Democràtica del Congo, l'est d'Angola i Zàmbia.

## Taxonomia
Aquesta espècie, antany inclosa al gènere Francolinus, i més tard a Peliperdix, ha estat ubicada al recentment descrit gènere Campocolinus arran diversos estudis filogenètics recents.